# هنري غيروكس
هنري غيروكس (بالإنجليزية: Henry Giroux)‏ هو مدرس وصحفي أمريكي، ولد في 18 سبتمبر 1943 في بروفيدنس في الولايات المتحدة.

## وصلات خارجية
- الموقع الرسمي